# エリー・フィルハーモニック
エリー・フィルハーモニック（英語: Erie Philharmonic）は1913年に設立されたペンシルバニア州エリーにあるプロフェッショナルのオーケストラである。1974年からはエリーのダウンタウンのステート・ストリートにある2,500席のワーナー劇場を本拠地として活動している。

## 歴史
音楽家の組合は1890年代後半に交響楽団を結成しようと試みたが、エリーには支援者がおらず、この試みは頓挫した。1913年4月、40-50人の音楽家グループがチャイコフスキーの「序曲1812年」とエドヴァルド・グリーグの「ペール・ギュント組曲」を演奏するために数ヶ月間リハーサルを行ったが、演奏会は開催されなかった。
そのわずか数ヶ月後の1913年11月30日、エリー・フィルの起源であるエリー交響楽団が発足したが、その期間はわずか2年余りで、1916年2月20日に最後のコンサートが行われた。1921年1月30日、第二交響楽団として再編成された。これは5年間続き、1926年5月2日に最終公演を行なった。
第一フィルハーモニックは1921年2月8日に第1回コンサートを開催し、第二フィルハーモニックは1932年2月7日に第1回コンサートを開催した。第二次世界大戦中に解散していたエリー・フィルは1947年9月23日に法人化され、それ以来、エリーで演奏活動を続けている。
1953年にはエリー・フィルハーモニー合唱団が結成され、1947年にはエリー・ジュニア・フィルハーモニックが結成された。
エリー・フィルはこのオーケストラの新しい指揮者を探す活動を広報するため、エリー・コミュニティ財団から15,000米ドルの助成金を受け取った。

## 音楽監督
| - 1913-1916 フランツ・コーラー - 1920-1926 ヘンリー・B・ヴィンセント - 1931-1947 ジョン・R・メトカーフ - 1947-1953 フリッツ・マーラー - 1953-1967 ジェームズ・サンプル - 1967-1973 ジョン・A・ゴズリング | - 1973-1976 ハロルド・バウアー - 1976-1990 ワルター・ヘンドル - 1990-1995 大植英次 - 1996-2000 ピーター・ベイ - 2000-2006 ヒュー・キーラン - 2007–present ダニエル・マイヤー |